# Chitonomyces bidessarius
Chitonomyces bidessarius (Thaxt.) Thaxt. – gatunek grzybów z rzędu owadorostowców (Laboulbeniales). Pasożyt owadów.

## Systematyka i nazewnictwo
Pozycja w klasyfikacji według Index Fungorum: Chitonomyces, Laboulbeniaceae, Laboulbeniales, Laboulbeniomycetidae, Laboulbeniomycetes, Pezizomycotina, Ascomycota, Fungi.
Gatunek ten po raz pierwszy opisał w 1892 r. Roland Thaxter nadając mu nazwę Heimatomyces bidessarius. W 1902 r. ten sam autor przeniósł go do rodzaju Chitonomyces.

## Charakterystyka
Grzyb entomopatogeniczny, pasożyt zewnętrzny owadów. Nie powoduje śmierci owada i zazwyczaj wyrządza mu niewielkie szkody. W Polsce Tomasz Majewski w roku 1994 i 2003 opisał jego występowanie na chrząszcza z rodziny pływakowatych (Ditiscidae): Bidessus pusillus, Bidessus unistriatus, Hygrotus inaequalis.